# Чардаклија
Чардаклија (мкд. Чардаклија) је насеље у Северној Македонији, у средишњем делу државе. Чардаклија је село у саставу општине Штип.

## Географија
Чардаклија је смештена у средишњем делу Северне Македоније. Од најближег града, Штипа, насеље је удаљено 5 km северно.
Насеље Чардаклија се налази у историјској области Овче поље. Насеље је положено у долини реке Брегалнице, на десној обали реке. Источно од насеља се пружа поље под ораницама и виноградима. Надморска висина насеља је приближно 280 метара.
Месна клима је блажи облик континенталне због близине Егејског мора (жарка лета).

## Становништво
Чардаклија је према последњем попису из 2002. године имала 922 становника.
Већинско становништво су етнички Македонци (91%), а остало су махом Цинцари (4%) и Турци (2%).
Претежна вероисповест месног становништва је православље.